# Louis Regout (1861-1915)
Pour les articles homonymes, voir Louis Regout.
Louis Hubert Willem Regout, né le 27 octobre 1861 à Maastricht et mort le 27 octobre 1915 à Rome, est un diplomate et homme politique néerlandais. Il est le fils de Louis Regout (1832-1905), le père de Louis Regout (1891-1966) et de Robert Regout (1896-1942). Il est enterré au cimetière teutonique de Rome.

## Mandats et fonctions
- Membre du Conseil provincial du Limbourg : 1895-1904
- Membre du comité exécutif du Limbourg : 1898-1904
- Membre de la première Chambre des États généraux des Pays-Bas (province de Limbourg) : 1904-1915
- Ministre des Travaux publics : 1909-1913
- Secrétaire du Cabinet : 1909-1913
- Envoyé extraordinaire et ministre plénipotentiaire en mission spéciale et temporaire pour le Saint-Siège à Rome : 1915

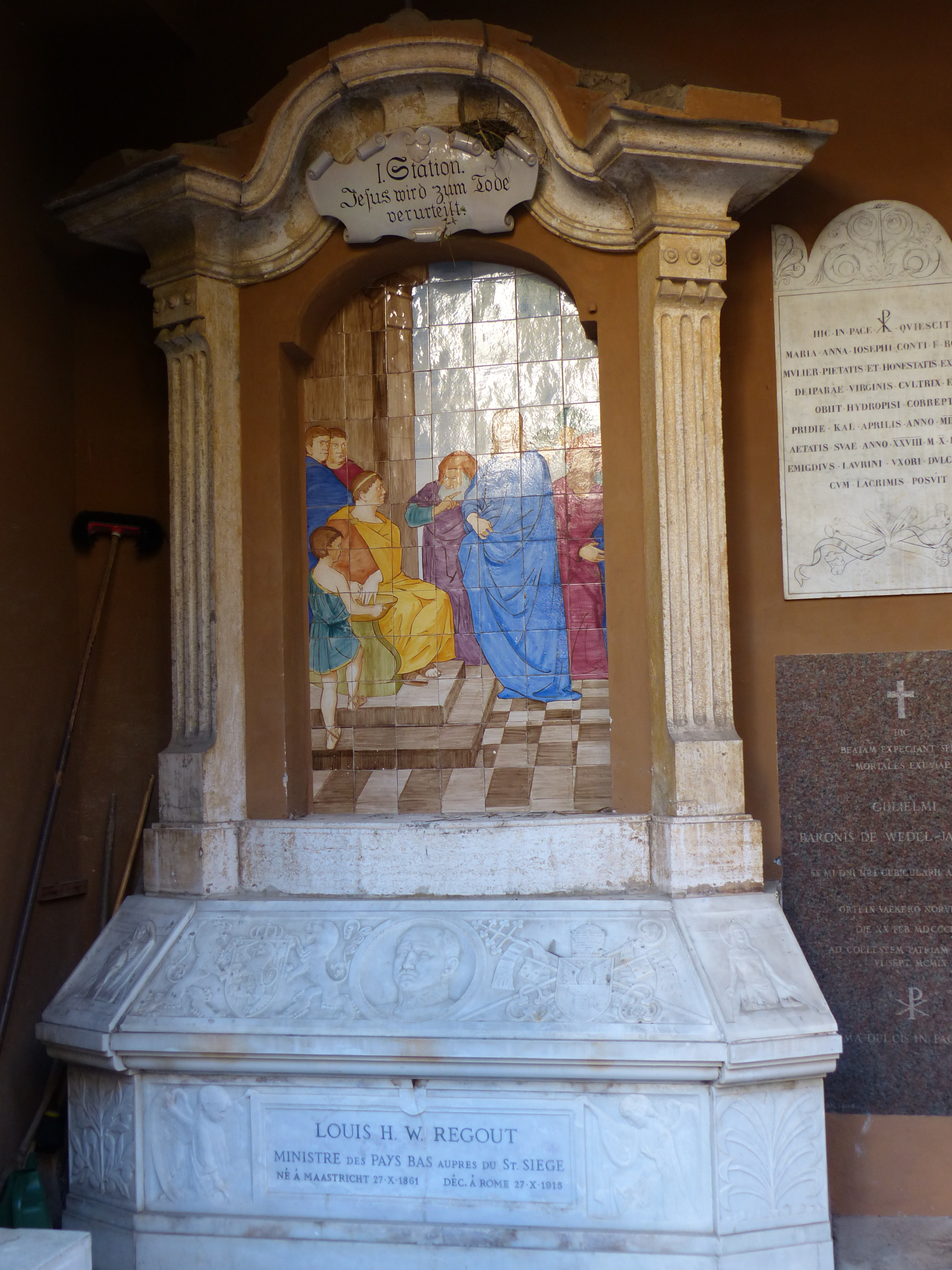
Sépulture de Louis Regout au cimetière teutonique de Rome.

## Publications
- "Arbeidsverzekering" (dissertatie, 1896)
- "Over het wetsontwerp tot wettelijke verzekering van werklieden tegen de gevolgen van ongevallen in bepaalde bedrijven" (1896)